# 日本國鐵EF64型電力機車
EF64型电力机车（日语：EF64形電気機関車）是日本国有铁道的直流电力机车车型之一，适用于供电制式为1500伏直流电的电气化铁路。

## 發展歷史

### 開發背景
1958年，日本国有铁道开发了ED60、ED61型电力机车，开创了日本“直流新型电力机车”的先河，此后又在此基础上研制了一系列六轴直流电力机车。1960年至1961年间，用于東海道本線、山陽本線的EF60型干线货运电力机车及EF61型干线客运电力机车研制成功。1962年，针对信越本线横川至轻井泽之间最大坡度达到66.7‰的碓冰岭区间，又专门开发了EF62、EF63型电力机车。
1960年代初，随着奧羽本線福岛至米泽区段的运输量不断增长，自1951年开始使用的EF16型电力机车已经不能满足需要，有必要在该区段引入性能更好的电力机车，以提高列车牵引定数和线路运输能力；同时，考虑到中央本線电气化改造的逐步推进，也将需要投入更多数量的直流电力机车。为此，日本国铁决定开发研制一种对应中等坡度线路且设有电阻制动的六轴电力机车，以满足奥羽本线（最大坡度33‰）及中央本线（最大坡度25‰）的牵引需要。
1964年，日本国铁成功研制了EF64型电力机车。该型电力机车是客货运通用的六轴直流电力机车，也是在EF60、EF62型电力机车基础上发展而成的系列化车型。机车上部结构及电气设备与EF62型电力机车基本相同，包括电动凸轮轴式电阻控制器、轴重转移电气补偿、电阻制动装置、列车供电系统、辅助机电设备等成熟技术均被继续沿用；但在EF62型电力机车上部分对应碓冰岭特大坡度区间的设备，例如低频无线通信装置、架空接触网停电时电阻制动等，都没有在EF64型电力机车上应用。而机车走行部则采用了与EF60型电力机车相同的Bo-Bo-Bo轴式，而非EF62型电力机车的Co-Co轴式，以提高车辆的小半径曲线通过能力；此外，EF64型电力机车也采用了比较小的齿轮传动比，以提高机车的高速运转性能。

### 基本番台
原型车（1～2）
首两台原型车于1964年11月落成。

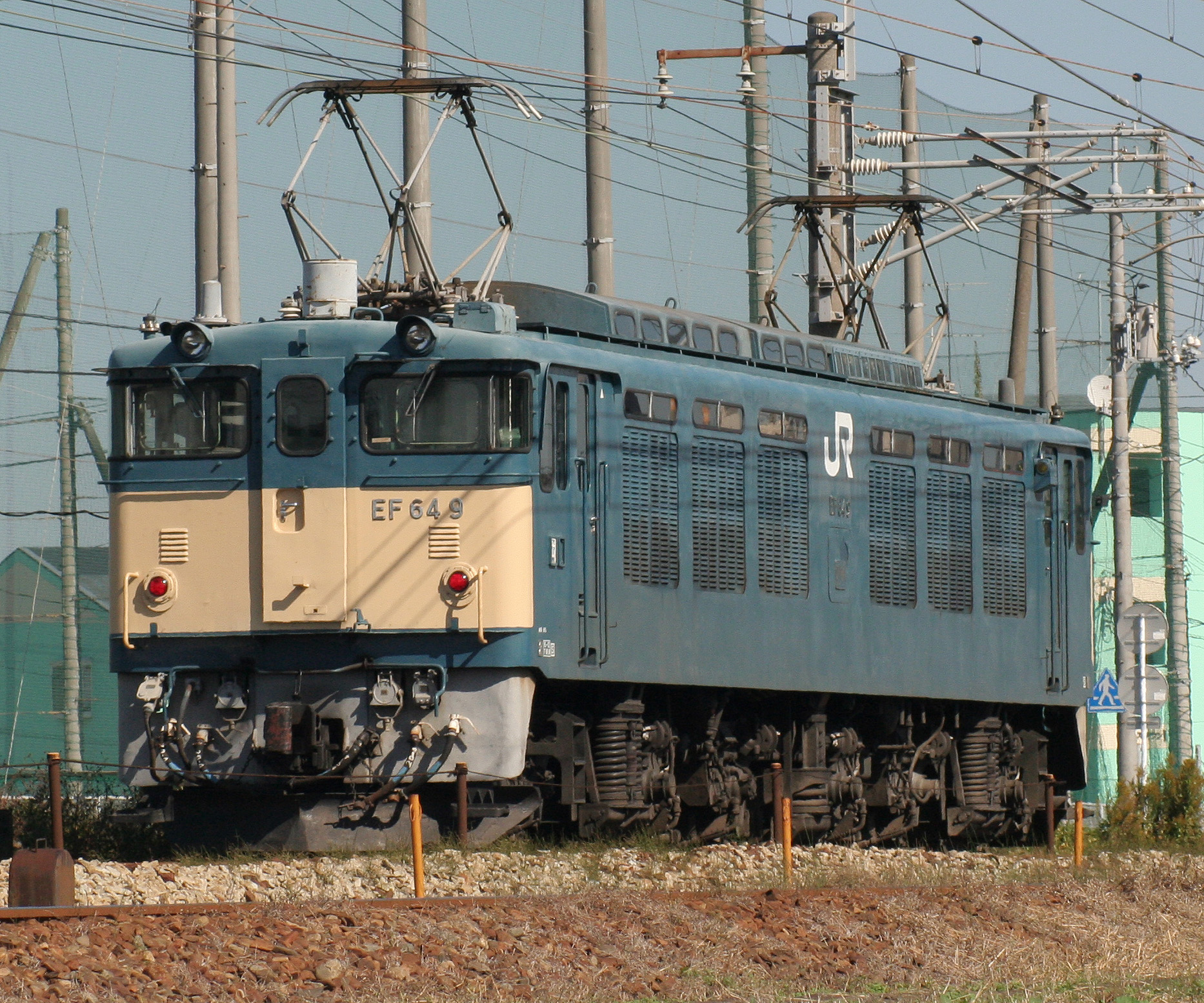
屬於第一次量產車的EF64 9號機車

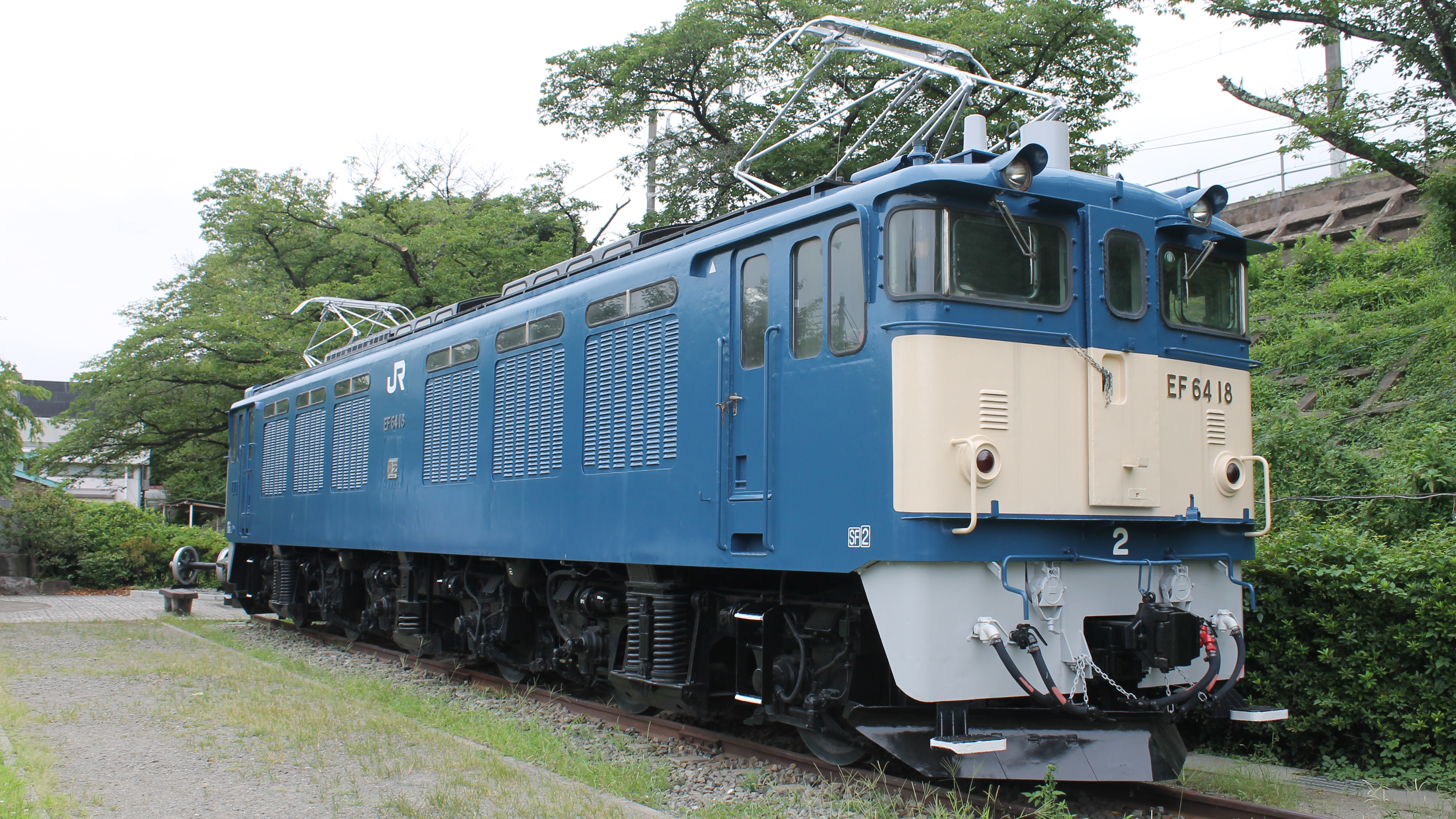
屬於第二次量產車的EF64 18號機車

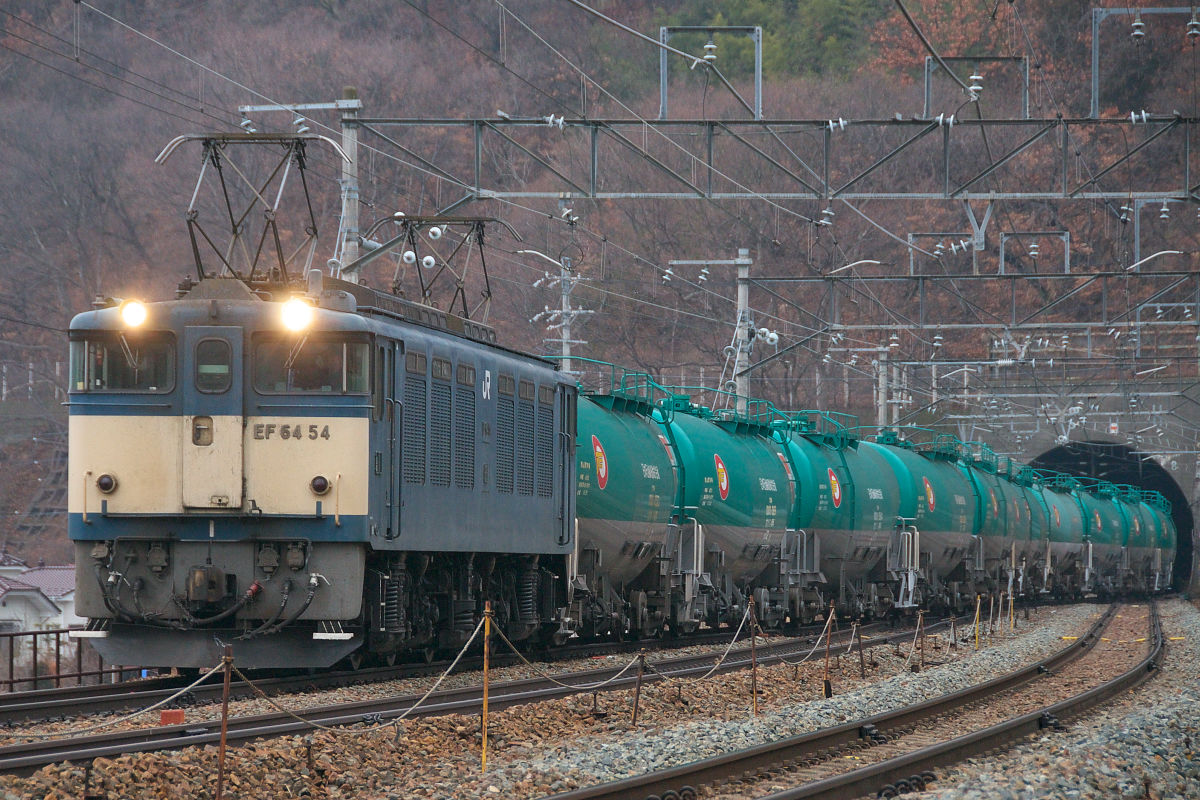
屬於第七次量產車的EF64 54號機車

- EF64 1号机车由东芝公司负责制造，EF64 2号机车由川崎車輛及川崎電機製造制造。
- 采用CS22型主电阻控制器、CS23型副电阻控制器、CS24型励磁控制器、MT52型牵引电动机。

第一次量产车（3～12）
1965年7月至9月间制造了第一次量产车。
- 主电阻控制器由CS22型改为CS22A型。
- 副电阻控制器由CS23型改为CS23A型。
- 强化车体钢结构。
- 司机操纵台采用全新的结构。

第二次量产车（13～28）
1966年3月至6月间制造了第二次量产车。
- 由于作为货运机车使用，因此取消了电气供暖用的电动发电机，并代之以压铁配重。

第三次量产车（29～30）
1968年9月制造了第三次量产车。
- 改用强化电枢绕组绝缘的MT52A型牵引电动机。
- 避雷器由LA15型改为LA15B型。
- 电气供暖用的电动发电机改用滚子轴承，型号变更为MH107B-DM69B型。
- 司机室地板由木地板改为亚麻油毡地板。

第四次量产车（31～36）
1970年1月至4月间制造了第四次量产车。
- 主电阻控制器由CS22A型改为CS22B型。
- 副电阻控制器由CS23A型改为CS23B型。
- 励磁控制器由CS24型改为CS24A型。
- 牵引电动机通风机改用静音型涡轮风扇，型号变更为MH91I-FK102型。
- 车内照明灯具由白炽灯改为荧光灯。
- 增设列车紧急停止装置（EB）和列车紧急防护装置（TE）。
- 取消前窗玻璃上方的防护栏。

第五次量产车（37～43）
1971年3月至5月间制造了第四次量产车。
- 主电阻控制器由CS22B型改为CS22C型。
- 副电阻控制器由CS23B型改为CS23C型。
- 励磁控制器由CS24A型改为CS24B型。
- 接触器开关由SR114、SR117型改为SR124、SR125型。
- 改变了前端贯通门的外形。
- 取消了前窗玻璃的除霜器，改用带有发热线的玻璃。
- 取消了车轴测速发电机，改用电枢电流检测空转。

第六次量产车（44～45）
1971年9月制造了第六次量产车，与第五次量产车完全相同。
第七次量产车（46～75）
1973年3月至7月间制造了第七次量产车。
- 主电阻控制器由CS22C型改为CS22D型。
- 副电阻控制器由CS23C型改为CS23D型。
- 励磁控制器由CS24B型改为CS24C型。
- 避雷器由LA15B型改为LA15A型，并改为安装在受电弓之后。
- 变更了列车供电状态指示灯的外形
- 司机室的换气改用电动通风机，取消了前端的自然通风口，通风机安装在司机室顶部。
- 为了提高高速运行时铸铁闸瓦的制动性能，增设了单机制动增压装置，可以提高1.66倍的制动压力。

第八次量产车（76～77）
1976年1月制造了第八次量产车。
- 空气滤清器部分改用玻璃钢一体成型结构。

第九次量产车（78～79）
1976年11月制造了第六次量产车，与第五次量产车完全相同。
| 生产批次     | 机车编号 | 制造商                   | 电气供暖 | 生产预算            | 制造目的                                                | 新造配属                  |
| ------------ | -------- | ------------------------ | -------- | ------------------- | ------------------------------------------------------- | ------------------------- |
| 原型车       | 1        | 東芝                     | 有       | 昭和38年度第3次債務 | 取代奥羽本線板谷岭区段的EF16型电力机车                  | 福岛机关区                |
| 原型车       | 2        | 川崎車輛、川崎電機製造   | 有       | 昭和38年度第3次債務 | 取代奥羽本線板谷岭区段的EF16型电力机车                  | 福岛机关区                |
| 第一次量產車 | 3～7     | 東芝                     | 有       | 昭和39年度第5次債務 | 取代奥羽本線板谷岭区段的EF16型电力机车                  | 福岛机关区                |
| 第一次量產車 | 8～12    | 川崎車輛、川崎電機製造   | 有       | 昭和39年度第5次債務 | 取代奥羽本線板谷岭区段的EF16型电力机车                  | 福岛机关区                |
| 第二次量產車 | 13       | 東芝                     | 无       | 昭和40年度第2次民有 | 提高中央東線运输能力                                    | 甲府机关区                |
| 第二次量產車 | 14～15   | 川崎車輛、川崎電機製造   | 无       | 昭和40年度第2次民有 | 提高中央東線运输能力                                    | 甲府机关区                |
| 第二次量產車 | 16～20   | 東芝                     | 无       | 昭和40年度第1次債務 | 中央西線名古屋至瑞浪間電化開業                          | 甲府机关区                |
| 第二次量產車 | 21～28   | 川崎車輛、川崎電機製造   | 无       | 昭和40年度第1次債務 | 中央西線名古屋至瑞浪間電化開業                          | 甲府机关区                |
| 第三次量產車 | 29・30   | 川崎車輛、川崎電機製造   | 无       | 昭和42年度第3次債務 | 中央西線瑞浪至中津川間電化開業                          | 稻澤第二機關區            |
| 第四次量產車 | 31・32   | 川崎重工業、富士電機     | 有       | 昭和44年度民有      | 新東京國際機場建築材料運輸                              | 甲府機關區                |
| 第四次量產車 | 33～36   | 川崎重工業、富士電機     | 有       | 昭和44年度第2次債務 | 提高中央東線、飯田線、身延線貨運能力                    | 甲府機關區                |
| 第五次量產車 | 37～39   | 汽車製造、東洋電機製造   | 有       | 昭和45年度第1次債務 | 提高飯田線、身延線等貨運能力 中央東線電力機車換型       | 甲府機關區                |
| 第五次量產車 | 41～43   | 川崎重工業、富士電機     | 有       | 昭和45年度第1次債務 | 提高飯田線、身延線等貨運能力 中央東線電力機車換型       | 甲府機關區                |
| 第六次量產車 | 44       | 汽車製造、東洋電機製造   | 有       | 昭和45年度第3次債務 | 中央東線石油専用列車增發                                | 甲府機關區                |
| 第六次量產車 | 45       | 川崎重工業、富士電機     | 有       | 昭和45年度第3次債務 | 中央東線石油専用列車增發                                | 甲府機關區                |
| 第七次量產車 | 46～50   | 川崎重工業、東洋電機製造 | 有       | 昭和48年度民有      | 中央西線中津川至鹽尻間、 篠之井線松本至篠之井間電化開業 | 篠之井機關區              |
| 第七次量產車 | 51～55   | 川崎重工業、富士電機     | 有       | 昭和48年度民有      | 中央西線中津川至鹽尻間、 篠之井線松本至篠之井間電化開業 | 長野運轉所                |
| 第七次量產車 | 56～64   | 川崎重工業、東洋電機製造 | 無       | 昭和48年度民有      | 中央西線中津川至鹽尻間、 篠之井線松本至篠之井間電化開業 | 甲府機關區 長野運轉所     |
| 第七次量產車 | 65～75   | 川崎重工業、富士電機     | 無       | 昭和48年度民有      | 中央西線中津川至鹽尻間、 篠之井線松本至篠之井間電化開業 | 稻澤第二機關區 長野運轉所 |
| 第八次量產車 | 76       | 川崎重工業、富士電機     | 無       | 昭和49年度第3次債務 | 取代飯田線舊型電力機車                                  | 甲府機關區                |
| 第八次量產車 | 77       | 川崎重工業、東洋電機製造 | 無       | 昭和49年度第3次債務 | 取代飯田線舊型電力機車                                  | 甲府機關區                |
| 第九次量產車 | 78・79   | 川崎重工業、東洋電機製造 | 無       | 昭和50年度第2次債務 | 取代飯田線舊型電力機車                                  | 甲府機關區                |

### 1000番台

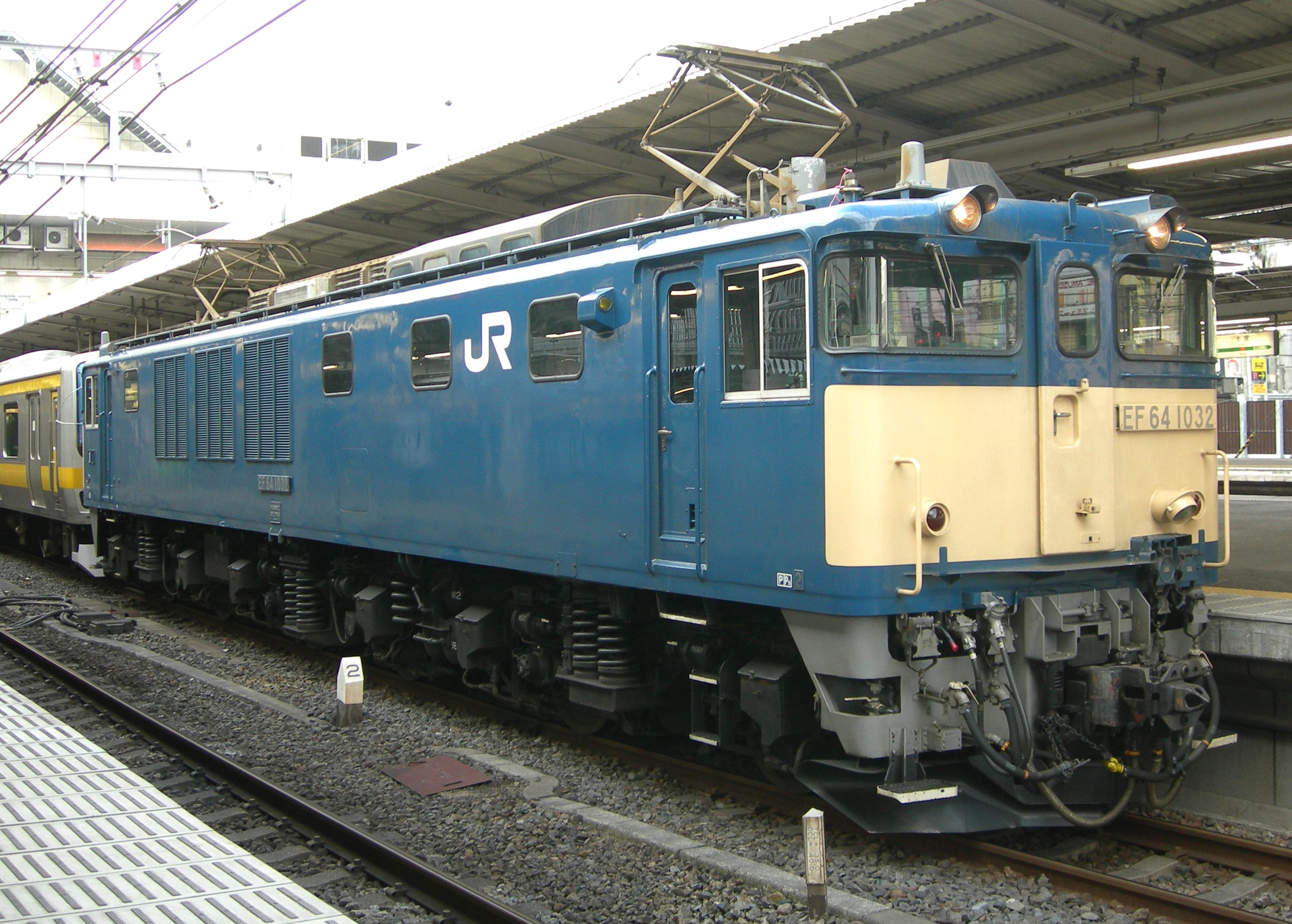
EF64 1032號機車

1980年代初，为了淘汰上越線、高崎線使用的EF58、EF15、EF16型电力机车，日本国铁采购了一批EF64型1000番台电力机车，也是國鐵分割民營化前制造的最后一批国铁直流电力机车。1000番台和基本番台机车具有大致相同的性能指标，但是1000番台机车对多项机械及电器设备都作出了改进，因此实质上已经和基本番台机车有很大变化。
考虑到上越线所在地区的冬季常有暴雪天气，因此EF64型1000番台电力机车也特别重视防雪措施，并对车内设备布置作出了大幅度变更。调速控制装置采用了与基本番台后期车辆相同的CS22D主电阻控制器、CS23D型副电阻控制器、CS24C型励磁控制器。针对基本番台机车在电阻制动工况时MR74型电阻器容量不足的缺点，1000番台机车采用了新设计的MR146型电阻器。辅助电路系统改为采用三相异步电动机驱动，并由晶闸管逆变器和DM104型电动发电机供电。列车供电系统改为由SC14型晶闸管逆变器供电。此外，1000番台机车还采用了经过改良的MT52B型牵引电动机、PS22B型受电弓（1017号机车开始改用PS22C型），以及无摇枕结构的DT138A、DT139A型转向架。原则上基本番台和1000番台机车是可以重联运转，但部分制动功能会受到一定限制，因此除了短期试验外并不会使这两种机车重联运用。
| 生產批次     | 機車編號    | 製造商                   | 電氣供暖 | 生產予算            | 新造配屬   |
| ------------ | ----------- | ------------------------ | -------- | ------------------- | ---------- |
| 第一次量產車 | 1001～1007  | 川崎重工業、東洋電機製造 | 有       | 昭和54年度第2次債務 | 長岡運轉所 |
| 第一次量產車 | 1008 - 1016 | 川崎重工業、富士電機     | 有       | 昭和54年度第2次債務 | 長岡運轉所 |
| 第二次量產車 | 1017～1023  | 川崎重工業、東洋電機製造 | 有       | 昭和55年度第1次債務 | 長岡運轉所 |
| 第二次量產車 | 1024 - 1032 | 川崎重工業、富士電機     | 有       | 昭和55年度第1次債務 | 長岡運轉所 |
| 第三次量產車 | 1033～1041  | 川崎重工業、東洋電機製造 | 無       | 昭和56年度第1次債務 | 長岡運轉所 |
| 第三次量產車 | 1042 - 1053 | 川崎重工業、富士電機     | 無       | 昭和56年度第1次債務 | 長岡運轉所 |

## 運用歷史

### 国铁时代

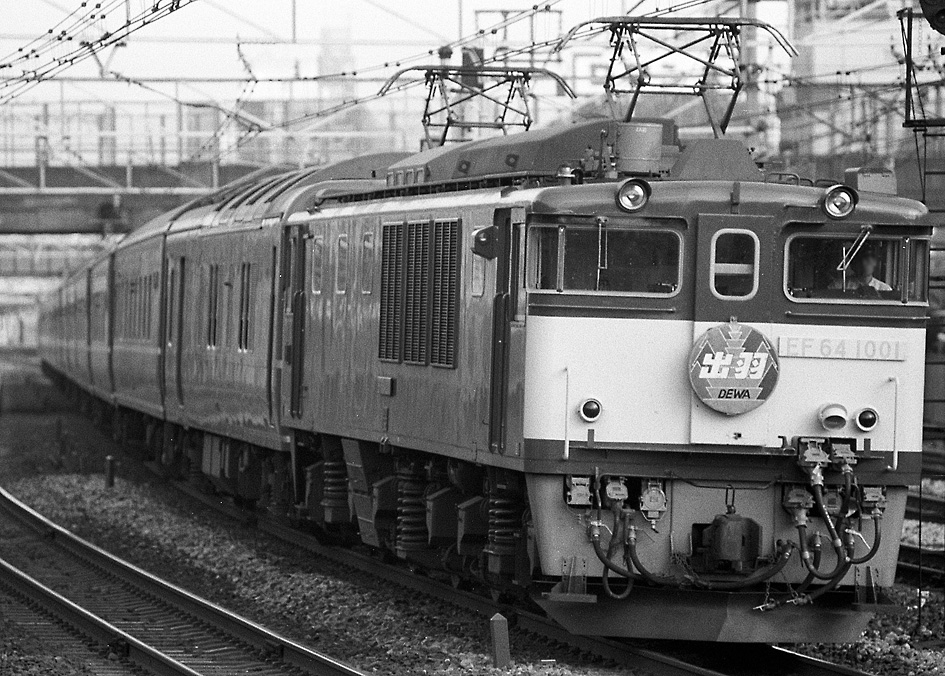
EF64 1001号机车牵引“出羽号”卧铺特急列车

1964年至1965年间，最初落成的首批12台EF64型电力机车配属福岛机关区，投入到奥羽本线福岛至米泽间的板谷岭区段运用，以替换原本使用的EF16型电力机车。从1966年起，新造的EF64型基本番台电力机车陆续大量配属甲府机关区、长野运转所、篠之井机关区、稻泽第二机关区，主要投入到中央本线和篠之井线运用。1968年，随着奥羽本线完成交流电气化改造，原配属福岛机关区的所有EF64型电力机车，均改配属稻泽第二机关区。
1980年，EF64型1000番台电力机车投入上越线、高崎线之前，其中5台基本番台机车转配属长冈运转所，作为乘务人员的教学用车。1980年至1982年间，新造的53台EF64型1000番台电力机车陆续配属长冈运转所，成为上越线旅客列车和货物列车的主力牵引机车，包括“能登号”急行旅客列车和“北陆号”卧铺旅客列车。随着1000番台机车配属完毕，早前配属的5台基本番台亦恢复原配属。后来，部分1000番台机车转配属高崎第二机关区（今高崎机关区），但仍然在上越线运用。
同样在1980年，由于中国地方的伯備線完成电气化改造，部分基本番台机车转配属冈山机关区；至1987年，配属长冈运转所的部分1000番台机车亦转配属冈山机关区。1984年，为了替代老旧的ED16型电力机车、担当青梅線、南武線的货物列车牵引任务，部分基本番台和1000番台机车转配属八王子机关区（今八王子综合铁道部）。

## 技術特點

### 总体布置
EF64型电力机车是客货运通用的直流电力机车，适用于1500伏直流电气化铁路，其车体结构和总体布置与EF62型电力机车基本相同。车体采用整体承载式全钢焊接结构，车体底架采用无中梁的框架式承载结构。机车的两端各有一个司机室，司机室内机车运行方向的左侧设有司机操纵台，部分机车的前窗玻璃中央位置还设有除霜器，司机室两侧设有供乘务员乘降的车门，司机室上方车顶装有两盏密封光束灯式前照灯。
考虑到与补助机车重联运用的需要，司机室前端中央设有贯通门，以便乘务人员通过到另一台机车。车体中部是设有各种机械及电气装置的机械室，内设有贯通式双侧内走廊连接两端司机室。车顶安装有两台双臂式受电弓（基本番台机车采用PS17型受电弓，1000番台机车改装下框架交叉式设计的PS22型受电弓）、高速断路器、避雷器等高压电气设备。EF64型电力机车采用车体通风系统，出于电阻器及其他电器设备的散热需要，基本番台的车身两侧各设有六个大面积通风百叶窗。
对于1000番台机车，机械室部分被重新划分为第一、第二、第三机械室，其中主电阻器通风机和牵引电动机通风机等需要冷却空气的机电设备集中安置在第二机械室，主电阻器通风机排风口亦设有过滤器，防止雨雪经由排风口回流到冷却风道，第二机械室部分的车体两侧各设有三个通风百叶窗。而第一和第三机械室则主要设置发热量较小的设备，并通过牵引电动机通风机的供风来维持机械间呈微正压，以改善机车防尘效果及防寒性能，车体两侧只有采光玻璃窗而没有通风百叶窗。

### 电气系统

#### 调速控制
EF64型电力机车是直—直流电传动的直流电力机车，机车主电路结构与EF62型电力机车基本相同。机车通过超多段电阻调压、牵引电动机的串并联换接、以及磁场削弱控制来达到调速的目的。
电阻调压系统包含了主电阻器及副电阻器，首先利用主电阻器实现多个大调压级，再于每个大调压级内利用副电阻器实现若干小调压级，降低了每个级位之间的电压变化，从而获得了相对平滑的调速性能。EF64型电力机车使用带有电动凸轮轴控制器的CS22型主电阻控制器（3～30号机车使用CS22A型，31～36号机车使用CS22B型，37～45号机车使用CS22C型，46～79、1001～1053号机车使用CS22D型）、包含牵引制动工况转换功能的CS23型副电阻控制器（3～30号机车使用CS23A型，31～36号机车使用CS23B型，37～45号机车使用CS22C型，46～79、1001～1053号机车使用CS23D型）。
除了电阻调压外，亦可以通过改变牵引电动机回路连接方式（串联、串—并联、并联），来改变牵引电动机的端电压。该项转换是通过主电阻控制器的串并联切换来进行的，并采用桥式换接电路以减少串并联换接过程中造成的牵引力冲击。此外，为扩大机车的恒功调速范围，还可以对牵引电动机施行四级磁场削弱。EF64型电力机车设有独立的CS24型励磁控制器（31～36号机车使用CS24A型，37～45号机车使用CS24B型，46～79、1001～1053号机车使用CS23C型）来调节磁场削弱工况时的励磁电流，取代了EF62型电力机车所使用的电磁式接触器控制方式。

#### 牵引电动机
每台机车装用六台MT52型四极串励直流牵引电动机（从29号机车开始改装MT52A型，1000番台机车改装MT52B型），这是日本国铁直流和交流电力机车通用的标准型牵引电动机，小时功率为425千瓦，额定电压为750伏特，额定电流为615安倍，额定转速为每分钟860转，冷却方式为强迫通风。

#### 轴重补偿
当机车牵引列车起动时，由于轮周牵引力与车钩处作用的列车阻力不在同一水平面，使前后转向架各轴载荷发生变化，称之为牵引力作用下的轴重转移。和EF62型电力机车一样，EF64型电力机车亦具有轴重转移电气补偿功能，以提高机车黏着重量利用率。电气补偿是根据各轴粘着重量的比例，通过CS24型励磁控制器的调节，对各轴牵引电动机实施不同程度的磁场削弱，从而使各轴的轮周牵引力趋于一致。

#### 电阻制动
为了充分利用列车下坡時的势能，EF64型电力机车并设有电阻制动功能。当机车使用电阻制动时，首先切断牵引电动机与牵引电路的连接，再将牵引电动机电枢与大容量制动电阻接成回路，使牵引电动机变为他励直流发电机运转，发出的电能通过电阻器转化为热能消耗掉。电阻制动的控制方式和EF62型电力机车大致相同，采用各轴牵引电动机的独立电路控制形式，以提高防空转防滑行的能力；但EF62型电力机车拥有的一些特殊功能，例如电源切断时的牵引电动机励磁和电阻制动功能，则没有在EF64型电力机车上继续应用。

#### 辅助电路
EF64型基本番台机车采用直流电传动的辅助电路系统，主要辅助机械设备均采用直流电动机驱动，输入电压为1500伏特。主电阻器通风机采用一台MH110A-FK77型电动通风机，牵引电动机通风机使用两台MH91A-FK34A型电动通风机（从31号机车开始改用静音型涡轮风扇的MH91I-FK102型电动通风机），空气压缩机使用一台MH92B-C3000型电动压缩机，额定功率为15千瓦。
随着电力电子技术的发展，EF64型1000番台机车全面改为采用三相交流传动的辅助电路系统，辅助机械设备均采用三相鼠笼式异步电动机驱动，输入电压440伏特60赫兹。主电阻器通风机采用一台MH3085-FK145型电动通风机，牵引电动机通风机使用两台MH3084-FK144型电动通风机。空气压缩机亦改为使用MH3064A-C3000型电动压缩机，与EF66型基本番台第二次量产车相同。辅助电路系统由晶闸管逆变器和无换向器的DM104型电动发电机供电。网侧的1500伏特直流电通过晶闸管逆变器转换成1500伏特三相交流电，再由电动发电机转换成440伏特三相交流电。DM104型电动发电机与201系、205系、211系电力动车组所使用的DM106型电动发电机属于同系列产品，由三相同步电动机和发电机组成，并带有旋转整流器作为交流励磁机，额定容量为120千伏安。

#### 控制电路
EF64型电力机车在照明和控制电路系统方面，与以往的国铁直流电力机车有较大分别。EF62、EF63型电力机车都是利用一台直流电动发电机，向控制电路、照明电路和蓄电池供应100伏特直流电。但考虑到控制电路的无触点化和低压交流照明灯具的使用，EF64型电力机车改为装用一台MH81B-DM44B型二相交流电动发电机，能够与同时期的新型电力动车组互换通用，该电动发电机用于将直流电转换成交流电，额定容量为5千伏安，额定频率为60赫兹，直接为照明电路提供24伏特、50伏特、100伏特交流电，并可以通过整流器为控制电路和蓄电池为提供100伏特直流电。

#### 电气供暖
EF64型电力机车设有列车供电系统，能够在冬季为旅客列车的电热取暖装置供电。基本番台机车的供电系统包括一台MH107A-DM69A型交流电动发电机及配套的电气连接线路。交流电动发电机由同轴的MH107A型直流电动机和DM69A型交流發電機组成，用来将1500伏特直流电转换成1440伏特单相交流电，额定转速为每分钟1800转，供电容量为420千伏安。机车两端设有供电插座，通过供电线与列车连接。1000番台机车改为使用SC14型晶闸管逆变器（静止式变流器）为列车供电，取代了效率较低的电动发电机。

### 转向架

#### DT120A/121A
机车走行部为三台二轴转向架。基本番台机车使用DT120A型两端转向架和DT121A型中间转向架，是在EF70型电力机车所使用的DT120、DT121型转向架的基础上改良而成。
构架采用“日”字形的钢板焊接结构，轴箱采用导框式定位结构，转向架固定轴距为2800毫米。转向架采用带有摇枕机构的全旁承支重结构，车体全部重量通过六组旁承弹簧坐落在三台转向架上。一系悬挂为轴箱顶端螺旋弹簧。两端和中间转向架的二系旁承悬挂各有不同，两端转向架采用每侧两个并联的螺旋圆弹簧组，并配有垂向油压减震器，而中间转向架则采用每侧一个螺旋圆弹簧。牵引力和制动力通过下心盘低位牵引装置传递。中间转向架和车体之间通过摇枕吊杆作用，可实现一定程度的横向位移以便通过曲线。
牵引电动机悬挂装置采用轴悬式，牵引电动机的一侧通过抱轴承刚性地支承在车轴上，另一侧通过吊杆悬挂在转向架构架上，牵引电动机输出的转矩通过一级减速齿轮传动轮对，齿轮传动比为3.83（18：69）。基础制动装置为双侧闸瓦制动，每個輪對左右各设有一个制动缸，并设有制动横梁以保证两侧闸瓦同步作用，另外还设置了闸瓦间隙调整器。

#### DT138A/139A
1000番台机车则采用了无摇枕结构的DT138A型两端转向架和DT139A型中间转向架，是在EF81型电力机车所使用的DT138、DT139型转向架的基础上改良而成。构架采用无端梁的“H”字形钢板焊接结构，轴箱采用两个圆筒型橡胶装置定位结构。一系悬挂为轴箱顶端两个并列的螺旋弹簧组，二系旁承悬挂亦采用每侧两个并联的螺旋圆弹簧组，一系及二系弹簧每个均由内、外圈弹簧组成，而两端转向架并设有垂向油压减震器。牵引力和制动力仍然通过下心盘低位牵引装置传递。中间转向架的二系弹簧和车体之间设有滚柱轴承摩擦式滚动装置，可实现一定程度的横向位移以便通过曲线。轴悬式驱动装置、双侧闸瓦制动装置仍然和基本番台机车相同，但追加了保障在坡道上停车安全的制动缸锁定装置。